# 再灌注疗法
再灌注疗法（reperfusion therapy）是一种恢复动脉血流的医疗手段，其利用药物注射或介入治疗使血流“通过”（through）被阻塞的动脉，或施行搭桥手术使血流“绕过”（around）被阻塞的动脉，通常在心肌梗死后进行。
使用的藥物一般為溶栓剂和纤维蛋白溶解剂，這些藥物可以溶栓。介入治疗方面，醫生可以給病人做微創血管手術，例如经皮冠状动脉介入治疗以及血管再成形術。